# Serratorotula coronata
Serratorotula coronata is een slakkensoort uit de familie van de Hygromiidae. De wetenschappelijke naam van de soort is voor het eerst geldig gepubliceerd in 1850 door Deshayes.